# Molorchoepania albiventris
Molorchoepania albiventris är en skalbaggsart som beskrevs av Tatsuya Niisato 2002. Molorchoepania albiventris ingår i släktet Molorchoepania och familjen långhorningar. Inga underarter finns listade i Catalogue of Life.